# Championnat du monde de snooker 1956
Navigation
Édition précédente Édition suivante
Le championnat du monde de snooker 1956 a lieu au Houldsworth Hall de Manchester en Angleterre.

## Tableau final
|  | Demi-finales | Demi-finales |            |    | Finale | Finale |
|  |              |              |            |    |        |        |
|  | 61 frames    |              |            |    |        |        |
|  |              |              |            |    |        |        |
|  | Fred Davis   | 35           |            |    |        |        |
|  | Fred Davis   | 35           | 73 frames  |    |        |        |
|  | Rex Williams | 26           |            |    |        |        |
|  | Rex Williams | 26           | Fred Davis | 38 |        |        |
|  | 61 frames    |              | Fred Davis | 38 |        |        |
|  |              | John Pulman  | 35         |    |        |        |
|  | John Pulman  | John Pulman  | 35         | 36 |        |        |
|  | John Pulman  |              |            | 36 |        |        |
|  | Jackie Rea   | 25           |            |    |        |        |
|  | Jackie Rea   | 25           |            |    |        |        |